# Башкирський академічний театр драми імені Мажита Гафурі
Башкірський державний академічний драматичний театр ім. Мажита Гафурі працює в місті Уфа, столиці Республіки Башкортостан, Російська Федерація. Фундамент театру був закладений 4 грудня 1919 року в місті Стерлітамак — столиці Башкирської Автономної Радянської Соціалістичної Республіки. Першим художнім керівником академічного театру був Валі Муртазін-Іманський. Театр переїхав до Уфи 1922 р. та поєднався з татаро-башкірською трупою Уфимського державного театру. З того часу він отримує статус академічного драматичного театру з 1935 року і був перейменований на честь Мажита Гафурі в 1971 році. Пам'ятник відомому башкирському поету Гафурі було встановлено перед театром.

## Історія театру
Башкирський театр (далі — БГТД, БАТД ім. М.Гафурі) заснований 4 грудня 1919 року в місті Стерлітамак. Оголошений державної трупою БАССР, колектив складався протягом тривалого часу з різних творчих груп і асоціацій: основна лінія становлення простежується в діяльності театральних об'єднань «Мусульманська драма і мелодрама» (1905) під керівництвом І. Б. Кудашева-Ашкадарского, «Суспільство мандрівних мусульманських акторів» (1907) під керівництвом Габдулли Каріева (М. Х. Хайрулліна), трупи «Нур» (1912) під керівництвом С. Г. Гіззатулліной-Волзької і «Товариство мусульманських драматичних артистів» (1915), яке очолював Муртазін-Іманського. Остання трупа, поповнена артистами червоноармійських театрів епохи Жовтневої революції та громадянської війни в Росії, а також ентузіастами народного (фольклорного) театру, складала основу творчого колективу БГАТД в 1919 році.
Художнім керівником і директором першої державної трупи БАССР, став відомий в театральному світі Росії початку ХХ ст. актор і режисер, засновник перших сценічних об'єднань у Башкортостані Валі Муртазін-Іманський (роки життя 1885—1938). Сценічна діяльність Муртазіна-Іманського почалася задовго до 1917 року. Він пропрацював у відомих, на ті часи, трупах «Сайяр», «Шіркет». У «Шіркет» Муртазін-Іманський дебютував як режисер: в Оренбурзі поставив ряд п'єс Ф.Амірхана, Г.Камала, серед яких знаменита «Галіябану» М.Файзі.
Велику роль, в становленні національної сцени, зіграла фольклорна драма. Вже на початку 20-го року, глядачі побачили перші башкирські спектаклі: «Башкирська весілля» (М.Бурангулов), «Караголь» (Д.Юлтий), «Черевички» (Х.Ібрагімов), «Ашказар» (М.Бурангулова).
Репертуар театру в усі роки його існування, формувався за чотирма кардинальним напрямками — освоєння національної класики, зарубіжної, російської та сучасної вітчизняної п'єси.
У 1922 році, з розширенням територіальних кордонів БАССР (Велика Башкирія) і переміщенням столиці республіки в Уфу, Стерлітамакська трупа зливається з башкирської трупою Уфімського державного Показового театру. Об'єднаний колектив формує два склади: стаціонарний і пересувний — Башкирський державний Пересувний театр (БПТ) для роботи в республіці, а також в башкирських районах інших регіонів країни.
У 1926 році трупа театру поповнилась першими професіоналами театрального мистецтва — випускниками першого набору театрального факультету Уфимського училища мистецтв: А.Мубаряков, Г.Мінгажев, Б.Імашев, Ф.Шамуков, З.Бікбулатова, Ф. Тукаєв, Р.Янбулатова, А .Садікова, Р.Сиртланов, Р.Файзі, Ф.Сулейманов, Х.Кудашев, Т.Бікташева і багатьма іншими.
1930–31 роки в історії розвитку Башкирського театру — роки великих змін. Художньо-естетичні ідейні перетворення на новому етапі, пов'язано з ім'ям актора, режисера і театрального педагога Уфимського училища мистецтв М. А. Магадеєва (1901–1938). Створення в ті роки знаменитої акторської системи російським театральним режисером, актором і педагогом, реформатором театру К. С. Станиславским, подіяло на виникнення особливої наукової теорії сценічної творчості як естетичної та професійної основи мистецтва сценічного реалізму.
У 1935 році, до 15-річного ювілею театру, Башкирському державному театру драми присвоєно звання академічного.
1930–40 роки — важкі роки репресій залишили свій слід в історії Башкирського театру. Постраждали кращі уми інтелігенції, в тому числі чимало театральних діячів. У 38-ом театр назавжди позбувся тих, хто започатковував та створював його: В.Муртазін-Иманский, М.Магадеев, Д.Юлтий, А.Тагіров. Знятий з посади перший драматург театру М.Бурангулов і т. д. У ті часи за короткий час змінилося три художні керівники: А. К. Мубаряков (1936–37), Т. Х. Ф. Бухарский (1939–41), Ф.Імашев (1942 р.)
У роки Великої Вітчизняної війни (1941—1945 рр.), Театр живе під девізом "Все для фронту! Все для перемоги!". За роки Великої Вітчизняної війни в діючу армію було направлено 17 бригад, що складаються з артистів уфимских театрів і філармоній, ними дано 1789 виступів. У воєнні роки художнє керівництво театром вели В. С. Вітт (1941 р.), В.Ф, Галімов (1942-45 рр.). Ставилися одноактні п'єси таких авторів як С.Агіш, Г.Гумер, Б.Бікбай, Х.Ібрагімов, С.Кулібай, Г.Шамуков і ін.
У 1955 році в Москві пройшла Декада башкирської радянської літератури і мистецтва. На заході театр виступив з виставами: «Отелло» за трагедією У. Шекспіра, «Дядя Ваня» А. П. Чехова, «Самотня береза» за драмою М. Каріма та ін.

## Театр та сьогодення
Нинішній вік театру - пора зрілості, коли театр уже сформував свій неповторний стиль, накопичений необхідний досвід, коли вже є свій відданий глядач, який завжди з нетерпінням чекає нових вистав.
В наш час театр активно застосовує нові творчі форми, нетрадиційні способи розв'язання проблем постановчого процесу, сміливо експериментує. Результат нових пошуків - визнання на театральному подіумі різного рівня, позитивна критика, успішний виступ на фестивалях театрального мистецтва. Репертуар Башкирського державного академічного театру драми імені Гафурі Мажит багатий різно жанровими постановками: драма і мелодрама, музична комедія і трагедія, і як заявлений жанр сучасності - психологічний трилер. Все це можливо тільки при наявності акторів, здатних працювати у всій різноманітності театральної жанрової палітри.
Незмінним у творчій діяльності академічного театру драми імені Гафурі Мажита, залишається вірність класичним традиціям башкирського сценічного мистецтва, вміло поєднаним з основами російської театральної школи, пошук нових художньо-естетичних шляхів у театральному мистецтві. Гідне місце в репертуарі мають вистави, за творами російських письменників - «Безприданниця» О. Островського, «В сьогоднішній, так би мовити день ...» А.Чехова, «Ех, люди, милі люди ...» за оповіданнями В. Шукшина.
Майже ціле століття, башкирський академічний театр служить башкирському народу, служить ідеалам добра, любові, стверджуючи високі моральні цінності, робить значний внесок, гармонійно вплітаючись в загальний розвиток театрального мистецтва Російської Федерації.
За неповне сторіччя БГАТД ім. М.Гафурі перетворилася в народну скарбницю, в якому зберігається і мова і культура, і традиції, поєднуючи народ, береже і розвиває національний дух.

## Досягнення та пам'ятні дати
- у 1966 році трагедія «В ніч місячного затемнення» отримала високу оцінку, її творці народний поет Башкортостану М. Карім, режисер Ш. Муртазіна, художник Г. Імашева і виконавець головної ролі З. Бикбулатова удостоєні Державної премії РРФСР ім. К. С. Станіславського;
- у 1967 році актриса Р. Хісамова за виконання ролі Неркес в спектаклі «Неркес» за п'єсою І. Юмагулова нагороджена дипломом I ступеня на Російському огляді драматичних вистав у Москві;
- у 1969 році Башкирська книжкове видавництво «УФА» випускає книгу-альбом С.С Саитова, в якому театрознавець вперше визначив історично точні дати розвитку театру в республіці і присвятив персональні сторінки з фотографіями художнім керівникам, режисерам і акторам;
- від 22 липня 1971 року Постановою Ради Міністрів СРСР башкирського ордена Трудового Червоного Прапора академічному театру драми присвоєно ім'я Мажита Гафурі;
- у 1971–81 роки під художнім керівництвом Л.Валіева (1935–1992) ставиться спектакль Н.Асанбаева «Червоний Паша» в постановці Л.Валіева;
- у 1978 році трагедія «Не кидай вогонь, Прометей!» народного поета Башкортостану, Лауреата Ленінської премії, Героя Соціалістичної праці Мустая Каріма була удостоєна Диплома I ступеня III Всеросійського фестивалю національної драматургії і театрального мистецтва народів СРСР, що проходив в Ленінграді (режисер-постановник Р. Исрафилов);
- 1981-1996 рр. пов'язані з ім'ям режисера Рифкат Ісрафілова, який працював в тісному творчому союзі з художником Т.Г. Єнікеєва і композитором Р. Хасановим. Р.Ісрафілова можна назвати продовжувачем тієї яскравої плеяди талановитих режисерів БАГТД ім.М.Гафурі, які з витоків зародження театру і по теперішній час стояли біля керма ідейно-духовного театрального мистецтва башкирського народу. У ці роки яскравою сторінкою театральної літописі є спектаклі в постановці талановитого башкирського режисера Р.Ісрафілова ( «І доля - не судилося» М.Каріма, «Неотосланние листи» Г.Котой, «Галія» Т.Тагіров, «Три сестри» А. Чехов);
- у 1986 році театр брав участь у Х Міжнародному фестивалі драматичних театрів, який пройшов в столиці Сирійської Арабської Республіки - Дамаску з 8 по 22 листопада, з виставою «Червоний паша» Н. Асанбаева і «Викрадення дівчини» М. Каріма;
- у 1995 році республіканському фестивалі «Театральна весна» (м Салават) спектакль «Бібінур, ах, Бібінур!» (Ф.Буляков, Р.Ісрафілов) був удостоєний Гран-прі;
- у 1998 році комедія «Любові всі віки покірні» за п'єсою Н.Гаітбаева (режисери Р.Барлибаева, А.Надиргулов) на територіальному фестивалі тюркських народів «Науруз» удостоєний премії «Приз глядацьких симпатій»;
- у 2002 році театр брав участь у театральному фестивалі тюркських народів «Науруз» з виставою «Останнє море Чингісхана», автор і режисер-постановник Н. Абдикадир, Номінації «Краща жіноча роль» і «Краща чоловіча роль» були вручені відразу двом акторам театру - заслуженою артиска РБ Гузель Маліковій і заслуженому актору РБ Ільфату Юмагулова;
- прем'єра 2013 року моноспектакль «Курча з букваря» (А.Ківіряхк, режисер Л.Зайкаускас, в головній ролі народний артист РБ А.Аміров) взяв участь на II Міжнародному фестивалі «Арт-соло» (Північна Осетія, Владикавказ, 2013) , на XV Міжнародному фестивалі «Мельпомена Таврії» (Україна, 2013), на Міжнародному фестивалі моновистав в Литві (. м Паневежис, 2014 р); на Міжнародному театральному фестивалі «Молодий театр» в м Петрозаводську, Республіки Карелія (2014р) та багато інших;[3]

## Відомі артисти театру
- Нурея Ірссаєва (1942) - народна артистка Російської Федерації;
- Бедер Юссупова (1901-1969) - перша башкірська професійна актриса, заслужена артистка Російської Федерації;
- Арслан Мубаряков (1908-1977) - народний артист СРСР;
- Хуссейн Кудашев (1913-1986) -народний артист СРСР;
- Зейтуна Бікбулатова (1908-1992) - народна артистка СРСР;
- Габдулла Гільяєв (1930-1997) - заслужений артист Російської Федерації;
- Гуллі Мубарякова (1936-1919) - народна артистка СРСР;
- Олег Ханов (1951) - лауреат Державної премії Російської Федерації в галузі літератури та мистецтва (1995р)